# Герб Алчевська
Герб Алчевська — герб міста Алчевськ Луганської області.
Затверджений 2 лютого 1993 року рішенням 44 сесії міської ради.

## Опис
На лазуровому щиті золотий ківш з срібним металом, який ллється в золоте підніжжя. На золотій главі чорний напис АЛЧЕВСЬК.

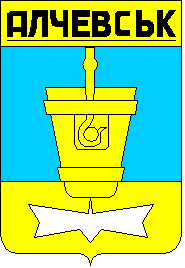
Герб Алчевська в 1993—1998 роки на французькому щиті
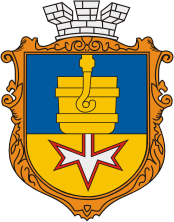
Герб Алчевська на іспанському щиті
Великий герб Алчевська
Герб Алчевська зображений на прапорі Алчевська

Герб Алчевська зображений на нагрудному знаку міського голови міста Алчевська, медалі «За заслуги перед містом Алчевськ», почесній грамоті виконавчого комітету Алчевської міської ради, грамоті виконавчого комітету Алчевської міської ради та прапорі Алчевська.

## Історія

### Герб радянського періоду
Герб Алчевська радянського періоду був затверджений 9 липня 1983 року рішенням № 610 виконкому міської ради.
Герб являє собою червоний щит із блакитним підніжжям і золотим чолом. На щиті зображено золотий ківш, з якого виливається розплавлений метал срібного кольору. Метал утворює стилізовану п'ятипроменеву зірку в базі. На чолі напис чорним кольором «Комунарськ» (назва Алчевська в цей час).

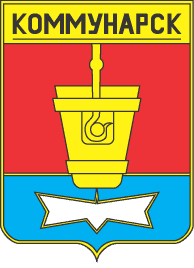
Герб Комунарська

### Герб періоду окупації так званою "ЛНР"

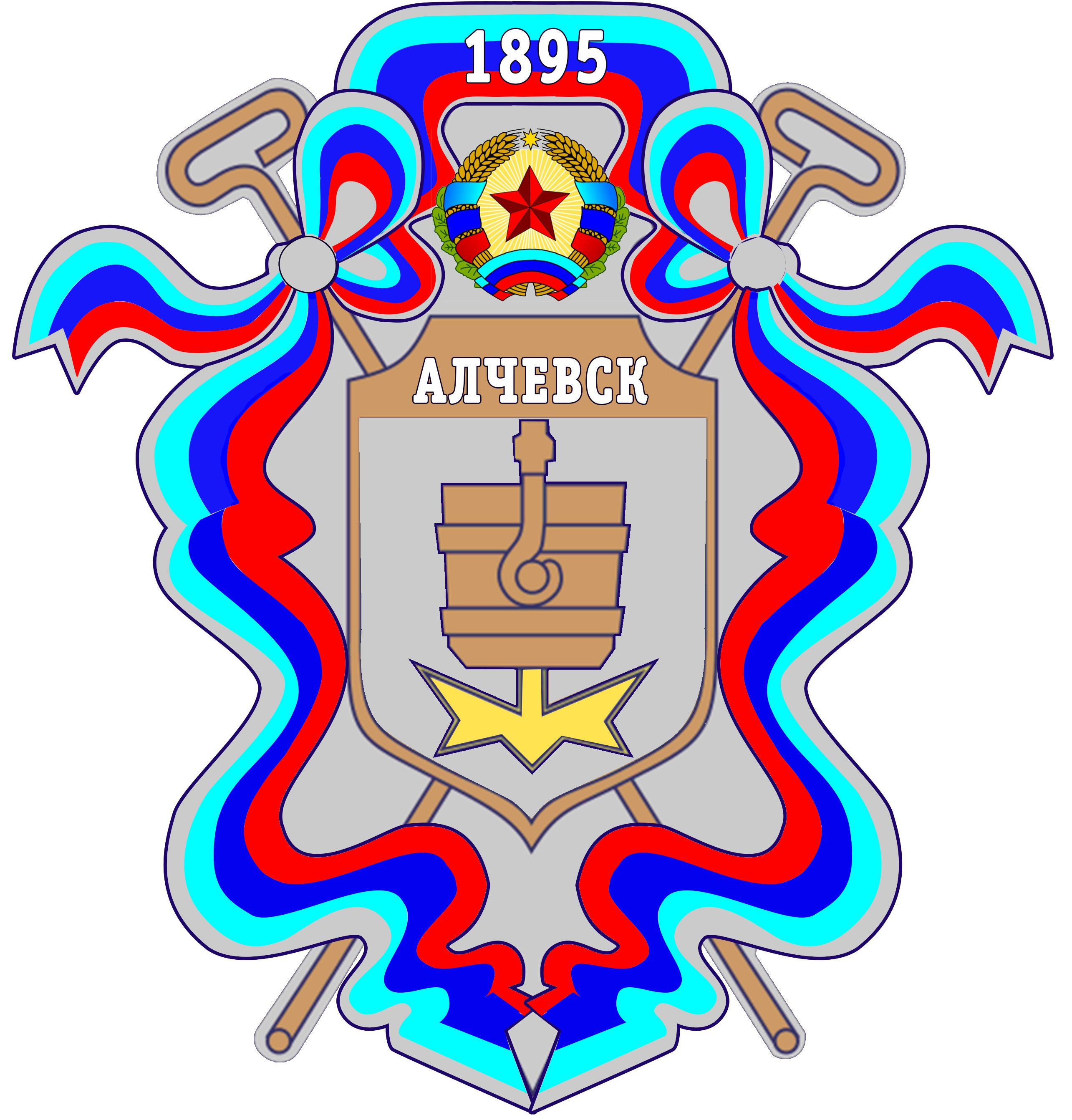
Герб періоду окупації у 2018

Даний герб діяв у період 2018 під час окупації Алчевська окупаційною владою самопроголошеного увазі державного утворення "ЛНР".
Герб є повною копією нинішнього чинного герба, але з видозміненим виглядом. Стрічка українського прапору замінена на таку саму з прапором квазідержавного утворення "ЛНР". Вгорі замість українського тризуба герб "самопроголошеної республіки". Сам щит із зображенням знаходяться так само у центрів композиції, але ківш з якого випливає метал знаходяться на однорідному срібному тлі замість поділеному надвоє лазурно-золотому тлі, що символізує державний прапор. Вгорі замість 1896 року написаний 1895 рік — офіційний рік заснування Алчевська. На щиті є напис "Алчевск" — назва міста російською, яка є офіційною мовою ОРЛО.